# Космурат
Космура́т (каз. Қосмұрат) — село у складі Жуалинського району Жамбильської області Казахстану. Входить до складу Жетітобинського сільського округу.
До 2010 року село називалось Любимовка.
Населення — 176 осіб (2021; 164 у 2009, 124 у 1999, 122 у 1989).